# Jean-Jacques Burnel
Pour les articles homonymes, voir Burnel.
Jean-Jacques Burnel, né le 21 février 1952 à Londres dans le quartier de Notting Hill, est un auteur-compositeur et producteur franco-britannique, bassiste du groupe The Stranglers. Auteur de dix-huit albums du groupe enregistrés en studio, il a également composé deux albums en solo et deux bandes originales de films.

## Biographie

### Enfance et jeunesse
Né le 21 février 1952 à Londres dans le quartier de Notting Hill, Jean-Jacques Burnel est le fils unique de restaurateurs normands installés en Angleterre. Enfant, en tant que fils d'immigrés français, il est souvent victime de moqueries de ses camarades d'école ce qui le conduira plus tard à se faire appeler John pour déguiser ses origines françaises. Cette rencontre précoce avec la xénophobie aura également un impact sur son tempérament explosif dans la vie et sur scène ainsi que sur sa manière de jouer.
Ses parents déménagent ensuite à Godalming, à côté de Guildford où ils ouvrent un restaurant. Son père le pousse à étudier la guitare classique et adolescent, il commence à fréquenter un pub local où se produisent des groupes de rock anglais. Il fait ses études secondaires à la Royal Grammar School de Guildford puis intègre l'université de Huddersfield et celle de Bradford pour y étudier l'histoire sociale et économique. C'est là qu'il découvre pêle-mêle « les arts martiaux, les filles et la drogue ». Il en ressort diplômé en 1973 et enchaîne les petits boulots pour survivre. Son intention initiale consiste à économiser suffisamment d'argent pour se rendre au Japon et y recevoir l'enseignement du maître en arts martiaux Oyama. Mais sa rencontre avec le futur guitariste des Stranglers, Hugh Cornwell, début 1974, va en décider autrement.
En rentrant un soir au volant de son camion de livraison de peinture, il prend en stop le chanteur du groupe Johnny Sox que Hugh Cornwell vient de ramener de Suède. Invité à prendre un verre dans le magasin de spiritueux que tient le batteur, Jet Black, il fait la connaissance des futurs Stranglers. Quand le bassiste de Johnny Sox quitte le groupe quelques jours plus tard, Hugh Cornwell, qui ne connait personne à Guildford hormis ce jeune homme qu'il vient de rencontrer, propose le poste à J-J. Il lui vend alors sa propre basse (une Fender Precision : marque à laquelle J-J Burnel restera fidèle de longues années).

### Carrière musicale

#### Période des Stranglers Mark I

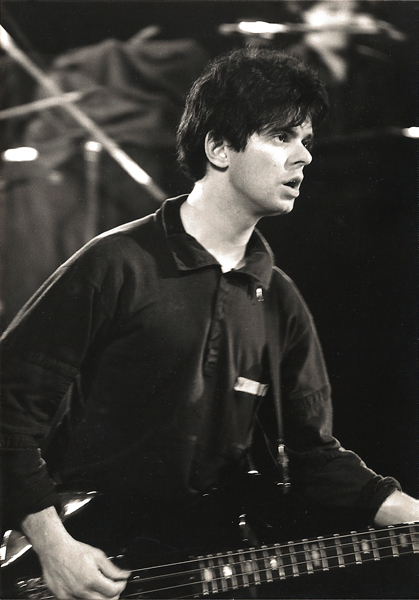
Jean-Jacques Burnel avec les Stranglers en 1983

Entré par hasard dans un groupe de rock, Jean-Jacques Burnel va y faire toute sa carrière au côté du batteur Jet Black et du claviériste Dave Greenfield, arrivé un an plus tard. Pendant l'intense période de création discographique du groupe originel (1977-1990), il enregistre dix albums avec le groupe, ainsi que deux albums solo, une bande originale de film et deux albums avec le groupe de reprises qu'il a fondé.
Le premier album des Stranglers Rattus Norvegicus sort en avril 1977, en pleine période punk. Taxé d'opportunisme comme le reste du groupe, Jean-Jacques Burnel supporte très mal ces accusations. Plus jeune membre du groupe, il s'identifie totalement avec le mouvement punk et ce rejet dont il est victime lui remet en mémoire le racisme anti-français de ses camarades d'école. Ses relations avec les journalistes anglais et la plupart des autres groupes punk s'en ressentent. Durant les années 76-77-78, le groupe se retrouve souvent assailli par des hordes de protestataires à l'extérieur des salles de concert et par des provocateurs à l'intérieur. La plupart du temps, c'est JJ Burnel qui fait le coup de poing pour se défendre et défendre les autres.
En 1977, il se rend pour la première fois au Japon pour assurer la promotion du groupe. Amoureux de la culture japonaise, il écrira plusieurs chansons en relation directe avec ce pays (Death and Night and Blood sur l'album Black and White, Ice sur The Raven). Il y revient en 1978 après la sortie du troisième album des Stranglers pour travailler avec le maître de karaté Oyama. Entraîné à la dure pendant six semaines, il échoue à passer sa ceinture noire qu'il obtiendra finalement en Angleterre. Par la suite, il y fera de fréquents séjours pour s'initier puis se perfectionner dans l'art martial qu'il a adopté : le shidokan.
En avril 1979, Jean-Jacques Burnel publie Euroman Cometh, son premier album solo qu'il a enregistré pendant les sessions de l'album des Stranglers Black and White. La genèse de cet opus quasi expérimental est due  au fait, d'une part, qu'il n'avait pas d'endroit où dormir, ce qui le forçait à passer ses nuits dans le studio où le groupe était en train d'enregistrer et, d'autre part, qu'il voulait donner au disque une « atmosphère très européenne » ce que les autres n'étaient pas prêts à faire, à l'époque, dans un album des Stranglers. C'est également, pour lui, l'occasion d'expérimenter les synthés et les boites à rythmes qui sont en train de se démocratiser.
Centré sur le concept des États-Unis d'Europe, l'album comprend des chansons en anglais, en allemand (Deutschland Nicht Uber Alles) et, pour la première fois, en français (Euroman, une moitié de Tout Comprendre). JJ Burnel y qualifie lui-même la musique d'euro-rock. L'album est plutôt bien reçu par la critique des deux côtés de la Manche, le magazine Best le jugeant « important dans l'absolu, puisqu'il [JJ] y synthétise mille influences européennes (...) avec astuce et motivation ». Qui plus est, le message européen semble passer auprès des journalistes comme des fans. L'album se classe à la 40e place des charts britanniques.
Dans la foulée, il se lance dans une tournée anglaise qui est un demi-échec, les salles étant à moitié remplies et les spectateurs, désorientés par une musique qui ressemble assez peu à celle des Stranglers. Il se fait accompagner lors de cette tournée par le guitariste des Vibrators, John Ellis, qui fera partie des Stranglers entre 1990 et 2000.
En 1979 toujours, il inaugure une carrière de producteur, qui se poursuit jusqu'à aujourd'hui, en produisant le groupe japonais Lizard. Ses participations les plus notables seront pour le groupe belge Polyphonic Size (dont il produit deux albums et plusieurs 45 t et maxi 45 t), et le groupe français Taxi Girl (pour leur unique album Seppuku ainsi que pour le 45 t de Laurent Sinclair, leur claviériste, après son départ du groupe).
En 1983, Jean-Jacques Burnel compose avec Dave Greenfield la bande originale du moyen métrage Écoutez vos murs réalisé par le français Vincent Coudanne. Celle-ci sort sur un album intitulé Fire and Water (Écoutez vos murs) qui ne rencontre pas un très grand succès. La musique, très électronique comme sur le précédent album solo, révèle des « ambiances qui, si elles rappellent parfois ce monde très particulier des Stranglers, n'en possèdent toutefois ni la violence rentrée ni la suffocation souvent insupportable ». Elle comprend sept chansons qui explorent des genres variés : jazz (Le soir), rap (Dino Rap), valse (Vladimir and Sergei) et trois instrumentaux qui sont, à l'image du film, plus expérimentaux (Conséquences).
En 1987, il joue de la basse sur l'album "C.Q.F.D...utronc" et participe à plusieurs dates de la tournée de Jacques Dutronc.
En 1988, Jean-Jacques Burnel enregistre Un Jour Parfait, un album qui est un hommage à ses racines françaises. Les textes, majoritairement en français, ont été écrits par divers auteurs dont JJ et Dominique Buxin, le parolier de Polyphonic Size. Autre différence avec ses albums « anglais » : les voix sont mixées très en avant. Il s'en explique dans une interview au magazine Best : « Dans la chanson française, j'ai remarqué que la voix est toujours en avant : pas à cause du sens des mots (...) mais probablement parce qu'à vos oreilles, leur musique doit avoir plus de présence, de charme, que la musique proprement dite ». L'album sort en France, où il reçoit un bon accueil critique, et dans quelques pays d'Europe continentale mais pas en Angleterre. La sortie de cet opus sera l'occasion de donner quelques concerts, dont un au Printemps de Bourges, à l'époque haut lieu de la chanson française.
Les Stranglers connaissant une période de creux entre 1986 et 1990, il fonde les Purple Helmets en compagnie de Dave Greenfield, John Ellis, Manny Elias, batteur de Tears for Fears et Alex Gifford, saxophoniste des Stranglers depuis la tournée de 1985. Leur répertoire est essentiellement constitué de standards du rhythm 'n' blues ou du rock des années 1960 (de Booker T and the MG's aux Yardbirds) qu'ils reprennent « note pour note, à la manière d'un groupe de bal ». Le groupe enregistre deux albums Ride again (1988) et Rise again (1989) et donne quelques concerts, essentiellement en France et en Angleterre.

#### Période des Stranglers Mark II et III
Le départ de Hugh Cornwell, guitariste et membre fondateur des Stranglers, en 1990 le déstabilise pendant quelques années. Il ne parvient pas à remplacer le duo d'auteurs-compositeurs qu'il formait avec Hugh Cornwell. En effet, les deux nouveaux membres du groupe embauchés pour suppléer au départ de Hugh, John Ellis à la guitare et Paul Roberts au chant, travaillent de leur côté et JJ du sien. Le nouveau groupe produit quatre albums qui n'auront pas le succès des albums des Stranglers Mark I.
En 1993, Jean-Jacques Burnel renoue avec la chanson française en produisant et en jouant sur le disque de Dani N comme Never Again aux côtés de John Ellis et de Dave Greenfield. Mais le disque qui devait signer le retour de la chanteuse passe un peu inaperçu. Il collaborera de nouveau avec elle sur son album de 2010 le Paris de Dani pour lequel il compose Me and You qu'ils chantent en duo.
Profitant d'une nouvelle période de creux dans l'emploi du temps des Stranglers, il effectue, pour la première fois de sa carrière, une tournée acoustique solo en 2000. Intitulée Songs and Stories - Alone and Acoustic, elle s'effectue en deux parties : la première a lieu en mai-juin et la seconde en décembre. JJ y mélange les titres de ses albums solos, des morceaux inédits à l'époque (Norfolk Coast, Big Thing Coming) et des reprises des Stranglers, le tout entrecoupé d'anecdotes sur sa carrière.
Jean-Jacques Burnel reprend le format acoustique en décembre 2001 pour une tournée avec le supergroupe 3 Men + Black formé, pour l'occasion, par Jake Burns (Stiff Little Fingers), Pauline Black et Nick Welsh (The Selecter). Cette expérience représente la rencontre entre deux mouvements majeurs de la fin des années 1970 : le punk et le revival ska. Un album éponyme sort en 2005, sur lequel on retrouve en plus Bruce Foxton (The Jam) et où JJ interprète quatre chansons.
À partir de 2004, le regain d'intérêt du public et des médias pour les Stranglers le rend moins disponible pour poursuivre sa carrière solo. Néanmoins, il trouve le temps de composer la moitié de la BO du dessin animé japonais Gankutsuou à la demande de son réalisateur, Mahiro Maeda, qui est un fan des Stranglers. L'histoire étant inspirée par Le Comte de Monte-Cristo d'Alexandre Dumas, c'est un prétexte pour retourner partiellement au français sur une chanson (Waltz in blue). L'album qui en est tiré ne sera disponible qu'au Japon à partir de 2005.

## Œuvre musicale

### Formation et influences

#### En tant qu'auteur-compositeur
Formé à l'origine à la musique classique (il cite souvent Debussy, Ravel et Satie parmi ses compositeurs préférés), Jean-Jacques Burnel a découvert le rock à l'adolescence grâce à sa fréquentation d'un pub de Godalming où se produisaient des groupes du British blues boom (Free, Fleetwood Mac, Aynsley Dunbar Retaliation). Puis c'est Hugh Cornwell, qu'il qualifie de mentor, qui perfectionne ses connaissances en matière de musique contemporaine. Il cite parmi ses groupes préférés les Doors dont il apprécie le côté blues, les Kinks, les Who, les Yardbirds ou Can et Kraftwerk dont on ressent l'influence sur son premier album solo.
Enfant et adolescent, il a également été mis en contact avec la chanson française quand il séjournait chez ses grands-parents, avec la musique sud-américaine dont son père était fan et avec la musique des immigrés antillais qui occupaient le même quartier de Londres que celui où il est né.
Il commence à composer à l'adolescence et certaines de ses chansons seront enregistrées plus tard par les Stranglers (Go Buddy Go). À l'époque, il fait partie d'un groupe de copains d'école qui joue à la fois des morceaux originaux et des reprises de blues (Sonny Terry, Brownie McGhee, John Mayall).

#### En tant qu'instrumentiste
Guitariste classique de formation, Jean-Jacques Burnel n'avait jamais touché d'instrument électrique avant son entrée dans les Stranglers. C'est Hugh Cornwell qui, ayant besoin d'un bassiste pour son groupe, lui suggère de s'atteler à l'instrument et lui vend une basse qui lui appartient. Jet Black a raconté en 1977 que JJ avait appris à en jouer tout seul en trois semaines. Bien qu'il ne se reconnaisse aucun vrai modèle en tant que bassiste, il s'est dit influencé par John Entwistle des Who, Jack Bruce de Cream, Rockette Morton du Magic Band de Captain Beefheart et John B. Sparks de Dr Feelgood.

### Style musical

#### Paroles
Dans les premières années des Stranglers, les thèmes explorés par JJ Burnel évoluent comme ceux abordés par Hugh Cornwell : depuis des sujets pris dans leur vie quotidienne de musiciens jusqu'à l'ouverture sur le monde extérieur. À partir du troisième album Black and White, Jean-Jacques Burnel va notamment développer des thèmes plus politiques en abordant la Troisième Guerre mondiale (Curfew), la construction de l'Europe (Euromess), les dérives des démocraties occidentales (Freedom is Insane) ou l'inanité des gouvernants (Giants).
Il écrit aussi beaucoup de chansons sur les femmes dont le point de vue varie suivant sa propre situation amoureuse du moment (de Nice in Nice à In the End). Il aborde enfin des thèmes plus difficiles : les ravages de la drogue (Don't Bring Harry), la guerre (Northwinds, Anything Can Happen), le meurtre (La Folie), le suicide (Ice), la vengeance (5 Minutes, I Hate You).
Moins prolifique que Hugh Cornwell, JJ Burnel est néanmoins l'auteur de textes souvent très poétiques (Ice, European female, Norfolk Coast), ce qui n'exclut pas quelques démonstrations de son humour provocateur (Something Better Change, Vladimir and the Beast, Si J'étais).

#### Musique
Sur le plan musical, Jean-Jacques Burnel se situe au carrefour d'influences très diverses, héritées de ce qu'il a entendu dans sa jeunesse ou découvert ultérieurement. On peut retrouver ces influences dans les musiques qu'il compose pour les Stranglers ou pour lui-même : musique jamaïcaine (Peaches, Jellyfish), chanson française (l'album Un jour parfait), musique classique (Straighten Out, Midnight Summer Dream, We Were Lovers), blues (Princess of the Streets), musique électronique (Euroman, Turn the Centuries Turn), jazz (Sanfte Kuss, Bring on the Nubiles) et bien sûr, rock. Comme il l'a souligné lui-même dans une interview de 2011, « nous avons piqué des éléments partout mais quand ça passe entre vos mains, ça sort dans une couleur différente ».
Un grand nombre de chansons des Stranglers s'articulent autour de la basse ce qui s'explique aisément quand on sait qu'elles proviennent à l'origine d'une ligne de basse de JJ, l'exemple le plus célèbre étant constitué par Peaches. Son style de composition très mélodique a été souligné par le biographe des Stranglers, David Buckley, qui parle d'un « registre mélodique presque symphonique ». Il compose à la guitare ou à la basse, la seconde option lui offrant plus de possibilités « car comme tu n'as pas d'accords explicites, tu es moins bridé pour trouver des mélodies, tu peux partir dans toutes les directions ».
En tant qu'instrumentiste, JJ Burnel développe un son original, à la fois mélodique et agressif, qui servira de référence à une génération de bassistes après lui. D'autre part, dans la majorité des titres des Stranglers ou de ses albums solos, la basse est traitée comme un instrument à part entière et pas seulement comme un élément rythmique. Il attribue ce style particulier à trois facteurs : le désir de se faire remarquer à l'égal des autres instrumentistes, l'absence de références à d'autres bassistes et, au tout début du groupe, l'utilisation de matériel défectueux et non adapté.
En assignant une nouvelle place à la basse dans le rock, Jean-Jacques Burnel a inspiré des instrumentistes appartenant à des genres aussi différents que Peter Hook (Joy Division/New Order), Simon Gallup (The Cure), Adam Clayton (U2), David Wm Sims (Jesus Lizard), Jeff Ament (Pearl Jam), Rob Wright (Nomeansno) ou Mick Quinn (Supergrass). Le journaliste John Robb en a analysé l'influence dans un de ses livres en écrivant : « L'autre facteur clé était la basse, souvent promue au rang d'instrument solo dans le style dur et agressif inventé par l'iconique JJ Burnel, des Stranglers, qui avait réinventé le rôle de ces quatre cordes. Auparavant, la basse avait été le soutien, le grondement monotone dans le fond et la plupart des bassistes se faisaient oublier derrière le guitariste. Soudain Burnel avait changé cela. Le son qu'il tirait de sa basse était étonnant, ultra-mélodique et ultra-dur. Il s'était annoncé sur le second single des Stranglers, Peaches, avec un son que personne n'avait réellement entendu avant et qui a fait qu'une bonne partie d'une génération a voulu devenir bassiste ».

### Matériel

#### Guitares basses

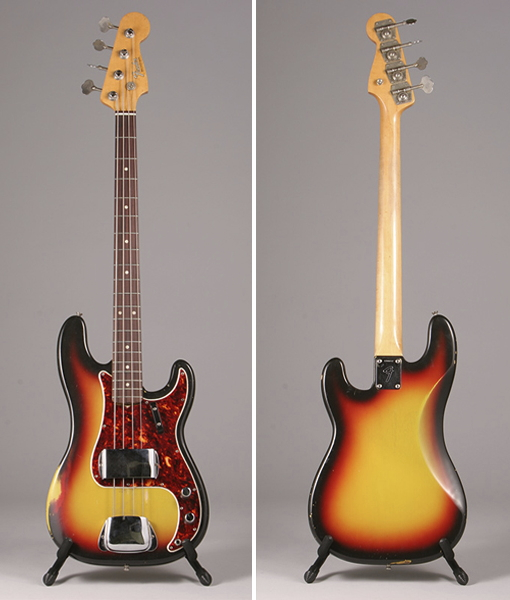
Une Fender Precision comparable à celle utilisée par JJ Burnel entre 1974 et 2006.

Au cours de sa carrière, Jean-Jacques Burnel a utilisé plusieurs basses avec une prédilection pour le modèle Precision de Fender. Son premier instrument lui est vendu par Hugh Cornwell en 1974 : c'est une Precision datant de 1959, de couleur verte. Ayant l'habitude, depuis ses débuts, de frapper son instrument sur scène afin de le faire résonner, il finit par casser cette première basse. Il la remplace par une autre Precision de couleur noire qui sera volée lors de la tournée 1980 des Stranglers aux États-Unis. Celle qu'il se rachète ensuite (un modèle des années 1970) a la particularité d'être très lourde (mais résistante) et restera son instrument de prédilection pendant de nombreuses années. À partir de l'album Feline (1983), il adopte cependant la Yamaha Broad Bass 2000 qui lui donne le son plus conventionnel qu'il recherche. Et à partir de 1986, il utilise une basse de la marque Steinberger qui a la particularité d’être une basse sans tête. Il expérimente une Wal Midi sur l'album In the Night (1992), expérience qui restera sans lendemain. Sur scène, il reprend sa Fender Precision noire en 1990, lors de la tournée qui suit l'album 10, basse avec laquelle il jouera jusqu’en 2006. C’est cette année-là qu’il inaugure sa signature chez le luthier anglais Jon Shuker. Il joue depuis sur une Shuker Precision Bass JJB Signature qui reprend en grande partie les caractéristiques d’une Fender Precision.
En 1982, les frères Kinkade, des luthiers de Bristol, fabriquent deux modèles acoustiques de guitare et de guitare basse pour Hugh Cornwell et JJ Burnel. C'est cet instrument que l'on retrouve en partie sur les albums Feline et Aural Sculpture.  Depuis 2004, il utilise également des basses électro-acoustiques de marque Epiphone ou Ovation sur certains titres avant de se faire fabriquer sur mesure la Shuker JJB Artist Bass en 2008, basse qu'il utilise notamment lors des concerts semi acoustiques que donne le groupe.

#### Amplification et effets
Jean-Jacques Burnel a toujours privilégié l’amplification de manufacture britannique. À ses débuts, il utilise des têtes d'ampli Hiwatt combinées à des enceintes Marshall inadaptées. Comme l'explique Hugh Cornwell, « John avait un ampli qui faisait la taille d'une porte avec environ 16 haut-parleurs de 10 pouces, ce qui est un peu faible pour une basse. Ils ont tous cramé les uns après les autres, alors il a fini avec un énorme ampli avec des haut-parleurs cramés, le son est devenu de plus en plus sale et c'est devenu une marque de fabrique du groupe. » Quand les Stranglers peuvent enfin renouveler leur matériel avec l'avance que leur a fournie United Artists en 1977, Hugh Cornwell poursuit l'histoire : « John s'est procuré du matériel neuf et le son a changé. Nous avons eu beau essayer de reproduire ce son, nous n'avons jamais pu retrouver son originalité. »
Dès le début des années 1980, il est l’un des premiers bassistes professionnels à utiliser de l’amplification de la marque Trace Elliot. Mais après un concert désastreux à New York où il est trahi par son matériel, ce qui l’oblige à chanter ses lignes de basse a capella, il se tourne vers le fabricant britannique Ashdown Engineering. Il est aujourd’hui endorsé par Ashdown Engineering qu'il utilise sur scène, réservant la tête Trace Elliot aux enregistrements studio. Il a également signé une tête chez Ashdown (modèle AL-JJ500).
Il s'est servi d'une pédale d'effet retard au début des années 1980 (on peut en particulier l'entendre sur l'album La Folie), un choix inhabituel à l'époque pour un bassiste.

#### Cordes et type de jeu
Jean-Jacques Burnel utilise des cordes de la marque britannique Rotosound de type roundwound (filet rond). Il a utilisé des Rotosound flatwound (filet plat) dans les années 1980, à une époque où son jeu s'était fait plus discret et monte toujours ce type de cordes sur ses basses électro-acoustiques. Il est endorsé par la marque.
JJ Burnel se décrit lui-même comme un « bassiste naturel au mediator » ce qui ne l'empêche pas de jouer aux doigts et au pouce sur certaines chansons. Il joue avec la main droite positionnée près du chevalet.

## Un Européen convaincu

### Engagement européen

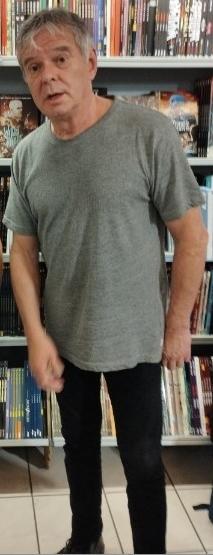
Jean-Jacques Burnel lors d'une séance de dédicace à Gibert Joseph en juin 2022.

Dès ses débuts avec les Stranglers, Jean-Jacques Burnel met en avant ses idées européennes, et notamment son désir de voir naître des États-Unis d'Europe, dans les interviews qu'il donne des deux côtés de la Manche. Son européanisme se nourrit, à cette époque, à la fois du rejet des deux blocs américain et soviétique ainsi que de sa propre double nationalité. Son premier disque solo en 1979 est également motivé en partie par le désir d'intégrer ses idées dans un disque, ce que les autres Stranglers ne sont pas prêts à faire à l'époque. La pochette intérieure de cet album intitulé Euroman Cometh contient sa profession de foi : « L'européanisme est une idée qui, loin de détruire les cultures individuelles qui enrichissent le continent européen, les mettrait en valeur dans une confédération reconnue. (...) Les États-Unis d'Europe sont un concept révolutionnaire qui gagne progressivement du terrain depuis la première des deux grandes guerres qui ont touché notre continent. Pour notre propre sécurité et notre futur nous devons apprendre à apprécier nos camarades européens. »
En accord avec ses idées, il produit de nombreux groupes ou artistes européens : les Anglais de The Sirens, de Schindler et de Teasing Lulu, les Belges de Polyphonic Size et de The Revenge, les Français Taxi Girl et Dani, les Norvégiens Beranek et Ping Pop, l'Allemande Mona Mur et les Grecs de Magic de Spell. Il relie le développement du rock sur le continent à son idéal européen dans une interview de 1982 : « On peut voir [la] croissance [de l'idéal européen] chez les jeunes, l'émergence de musique française ou allemande chantée en français ou en allemand. Ces sentiments et ces passions peuvent exister à l'intérieur d'un cadre européen ».

### Liens artistiques avec la France et les pays francophones
Alors qu'il a commencé sa carrière en tant que John Burnel, c'est l'un des premiers managers du groupe qui, lisant sur son passeport qu'il s'appelle en fait Jean-Jacques, le persuade de récupérer son vrai prénom et a l'idée de le présenter en tant que Français. Cette identité collera tellement au groupe que Paul Roberts, futur chanteur des Stranglers entre 1990 et 2006 et fan de longue date, ira jusqu'à dire qu'il croyait dans sa jeunesse que les Stranglers étaient un groupe de rock français.
Jusqu'en 1977, il n'y a que très peu de groupes de rock comptant des musiciens français qui tournent à l'international, mis à part Gong emmené par l'Australien Daevid Allen et dans une moindre mesure, Magma et Ange. Plusieurs groupes français formés dans le sillage du mouvement punk (Little Bob Story, Stinky Toys, Métal Urbain) commencent alors à donner des concerts à Londres mais n'y connaîtront qu'un succès d'estime. Jean-Jacques Burnel restera donc pendant longtemps le seul musicien d'origine française à être connu dans les pays anglo-saxons ce qui lui vaudra d'occuper une place à part auprès de nombreux journalistes et du public francophones de l'époque.
En retour, Jean-Jacques Burnel rend hommage à ses racines en enregistrant en 1988 un album spécialement destiné au marché français (Un Jour Parfait) ou en jouant sur les albums de Jacques Dutronc (CQFD... Dutronc) et de Dani (N comme Never Again). Afin de promouvoir le rock français, il a l'idée, dès 1979, de produire une compilation de groupes nationaux mais le projet échoue, faute de financement. Cela lui permet néanmoins de rentrer en contact avec Taxi Girl dont il produit l'unique album Seppuku et qu'il prend en première partie de la tournée anglaise des Stranglers de novembre 1981.
Il cultive également des liens avec la Belgique en produisant plusieurs disques du groupe Polyphonic Size sur lesquels il lui arrive de chanter. À son initiative, les Stranglers enregistrent aussi deux albums (Feline et Aural Sculpture) au studio ICP de Bruxelles qu'il a découvert par l'entremise du groupe TC Matic.

## Activités extra-musicales
Indépendamment de ses activités musicales, Jean-Jacques Burnel est un haut-gradé (7e dan) de Shidokan, un style particulièrement dur de karaté (en fait un dérivé du Kyokushinkai), dont il est le représentant (branch-chief) pour la Grande-Bretagne.
Le bassiste est également un grand amateur de motos, et plus particulièrement de la marque Triumph pour laquelle il a participé avec les Stranglers au vingtième anniversaire de la relance de la marque le 18 septembre 2010 au Mallory Park. Jean-Jacques Burnel raconte également dans une interview que, travaillant au restaurant de ses parents durant son adolescence, il avait pu s'offrir une Harley-Davidson à l'âge de 17 ans.
De 1969 à 1971, Jean-Jacques Burnel fut membre du Hells Angels Motorcycle Club de Kingston upon Thames.

## Discographie

### Albums studio
- 1979 : Euroman Cometh
- 1988 : Un Jour Parfait
- 1988 : Ride Again - avec les Purple Helmets
- 1989 : Rise Again - avec les Purple Helmets

### Bandes originales
- 1983 : Fire and Water (Écoutez vos murs) - avec Dave Greenfield
- 2005 : Gankutsuou: The Count of Monte Cristo – Original Soundtrack - avec Kasamatsu Kouji

### Singles
- 1979 : Freddie Laker
- 1983 : Rain and Dole and Tea - avec Dave Greenfield
- 1988 : Le Whiskey
- 1988 : Rêves
- 1988 : We Gotta Get Out of this Place - avec les Purple Helmets
- 1989 : Brand New Cadillac - avec les Purple Helmets

### Participations

#### En tant que producteur
- 1979 : Lizard - Lizard
- 1980 : Polyphonic Size - Nagasaki mon amour
- 1981 : Polyphonic Size - Mother's Little Helper
- 1981 : Taxi Girl - Seppuku
- 1982 : Polyphonic Size - Live for Each Moment
- 1983 : Polyphonic Size - Walkin' Everywhere
- 1985 : The Revenge - Wartime
- 1986 : Laurent Sinclair - Devant le Miroir
- 1986 : Ping Pop - Just Another Lazy Day
- 1986 : The Dave Howard Singers - Rock On
- 1987 : Mona Mur - Mona Mur
- 1987 : The Revenge - Sweet and Sour
- 1991 : Triumvirat - Tomorrow
- 1993 : Magic de Spell - Holiday in Sarajevo
- 1993 : Dani - N comme Never Again
- 1995 : Magic de Spell - Νιψον Ανομηματα μη Μοναν Οψιν
- 1999 : Schindler - Time
- 2004 : Teasing Lulu - Waste of Time

#### En tant qu'instrumentiste/chanteur
- 1982 : Polyphonic Size - Live for Each Moment
- 1983 : Polyphonic Size - Walkin'Everywhere
- 1984 : ARB - Yellow Blood
- 1984 : Beranek - Trigger
- 1986 : Beranek - Daylight in the Dark
- 1986 : Laurent Sinclair - Devant le Miroir
- 1987 : Fools Dance - They'll never know
- 1987 : Jacques Dutronc - CQFD...utronc
- 1987 : Mona Mur - Mona Mur
- 1993 : Dani - N comme Never Again
- 1997 : Pat DiNizio - Songs and Sounds
- 2003 : Ace Sounds - Still Hungry
- 2010 : Dani - Le Paris de Dani
- 2023 : La pluie qui tombe sur l'album Cœur sacré - un hommage de Frédéric Lo à Daniel Darc